# Marionetdukke
Marionetdukke (marionet) er en dukke/figur som er animeret eller manipuleret af en marionetfører, eventuelt ved hjælp af snore eller et stift objekt. 
Sædvanligvis er en marionet en afbildning af det menneske og brugt i et dukketeater, et skuespil eller præsentationer, som er en meget gammel form for teater.
En marionet kan også være en stat, firma, person eller andet, som er under påvirkning og indflydelse fra anden side.